# Pás cudnosti (BDSM)

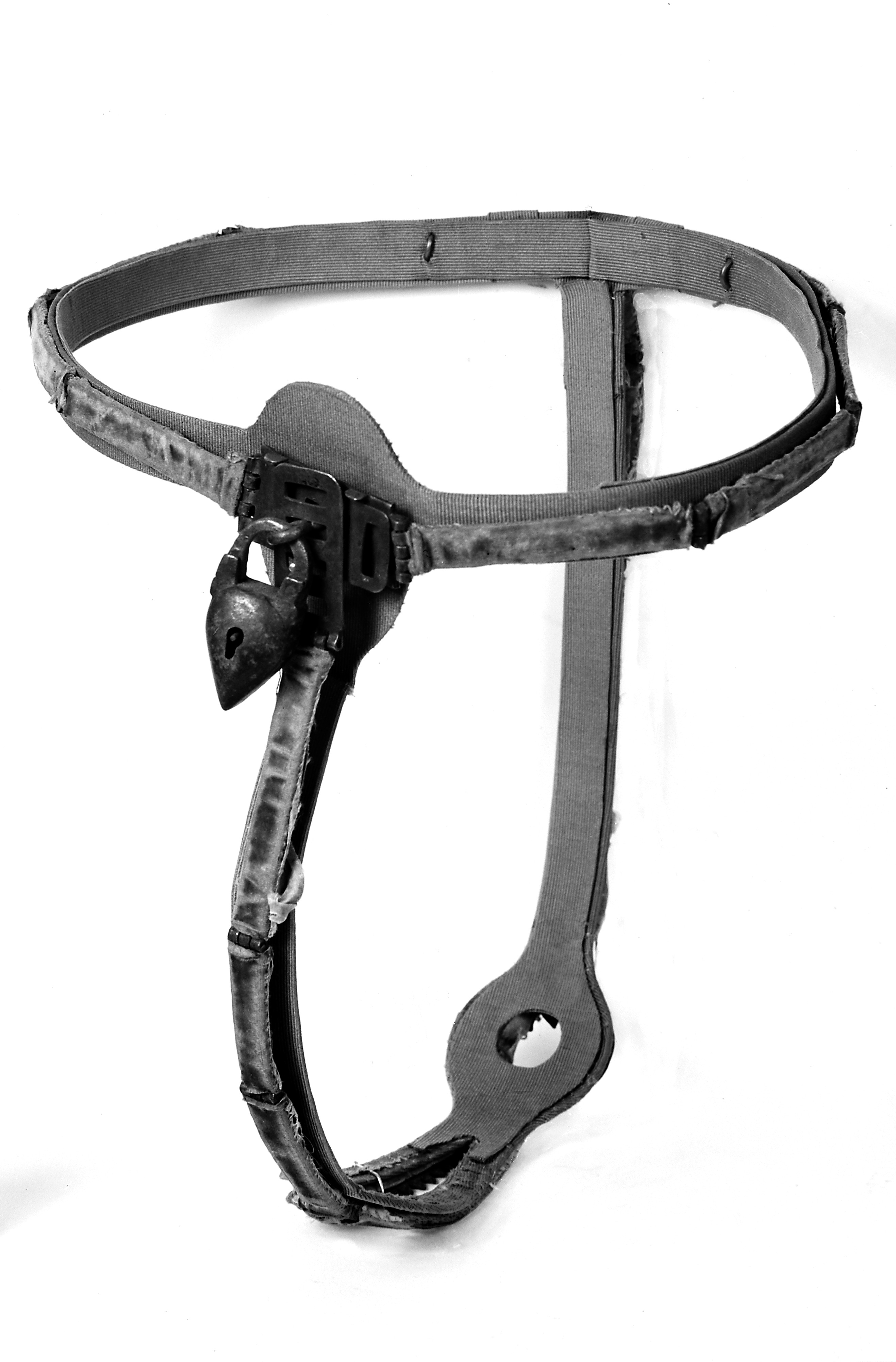
Ženský pás cudnosti s visacím zámkem.

Pásy cudnosti jsou v BDSM používány jako prostředek odpírání orgasmu, kdy je nositeli bráněno v pohlavním styku bez svolení dominantního partnera, který v tomto vztahu vystupuje jako klíčník. Pásy cudnosti také zabraňují jiným sexuálním aktivitám, například masturbaci či orálnímu sexu v roli příjemce. Tyto pomůcky mohou v rámci BDSM používat muži i ženy a lze je nosit krátkodobě a při dodržení hygienických a zdravotních zásad také dlouhodobě či trvale. Uživatelé nosící pás cudnosti často považují cudnost za svůj fetiš a zdroj sexuálního vzrušení.

## Účel
Nositel pásu cudnosti je v BDSM vztahu považován za submisivního. Jedná se zde o formu odpírání sexuálního vzrušení a navození sexuální frustrace. Některé zdroje uvádí, že tato praktika u mužů zvyšuje submisivitu.
Nasazení pásu cudnosti partnerem je bráno jako známka dominance klíčníka nad nositelem a jeho sexuálními aktivitami. Přijetím pásu cudnosti nositel odevzdává kontrolu nad svým sexuálních chováním do rukou klíčníka. Klíčník může dle své vůle rozhodovat, kdy, kde, jakým způsobem, jak často a zda vůbec bude submisivnímu partnerovi povoleno sexuální uvolnění.
Ženy, které v takových vztazích figurují jako dominantní partner, mohou nosit klíč od pásu cudnosti submisivního muže jako ozdobu na řetízku. Toto je považováno za symbol ženské nadřazenosti. Praktiky v takovémto vztahu mohou zahrnovat oddalování nebo odpírání uspokojení, vynucené nebo neúplné orgasmy s nasazeným pásem cudnosti atd. Do erotických her mohou být začleněny i sociální sítě. Partneři mohou například požádat o hlasování ohledně délky zamčení. Ztráta kontroly nad vlastní sexuální aktivitou může submisivního partnera vzrušovat a poskytovat mu duševní potěšení.
Většina modelů moderních pásů cudnosti nezabraňuje nositeli fyzicky se dotýkat vlastních genitálií, ale obvykle brání možnosti masturbace. Klece na penis mohou být pevné i volné a přestože znemožňují pohlavní styk, stále je možná sexuální stimulace a dokonce orgasmus. Nejúčinnější prevence orgasmu vyžaduje například genitální piercing nebo celkové těsné uzavření genitální oblasti do pásu cudnosti.
Na internetu existuje množství diskusních fór, které se věnují tématu pásů cudnosti. Zde mohou uživatelé sdílet své zkušenosti s nošením těchto zařízení.

## Ženské pásy cudnosti

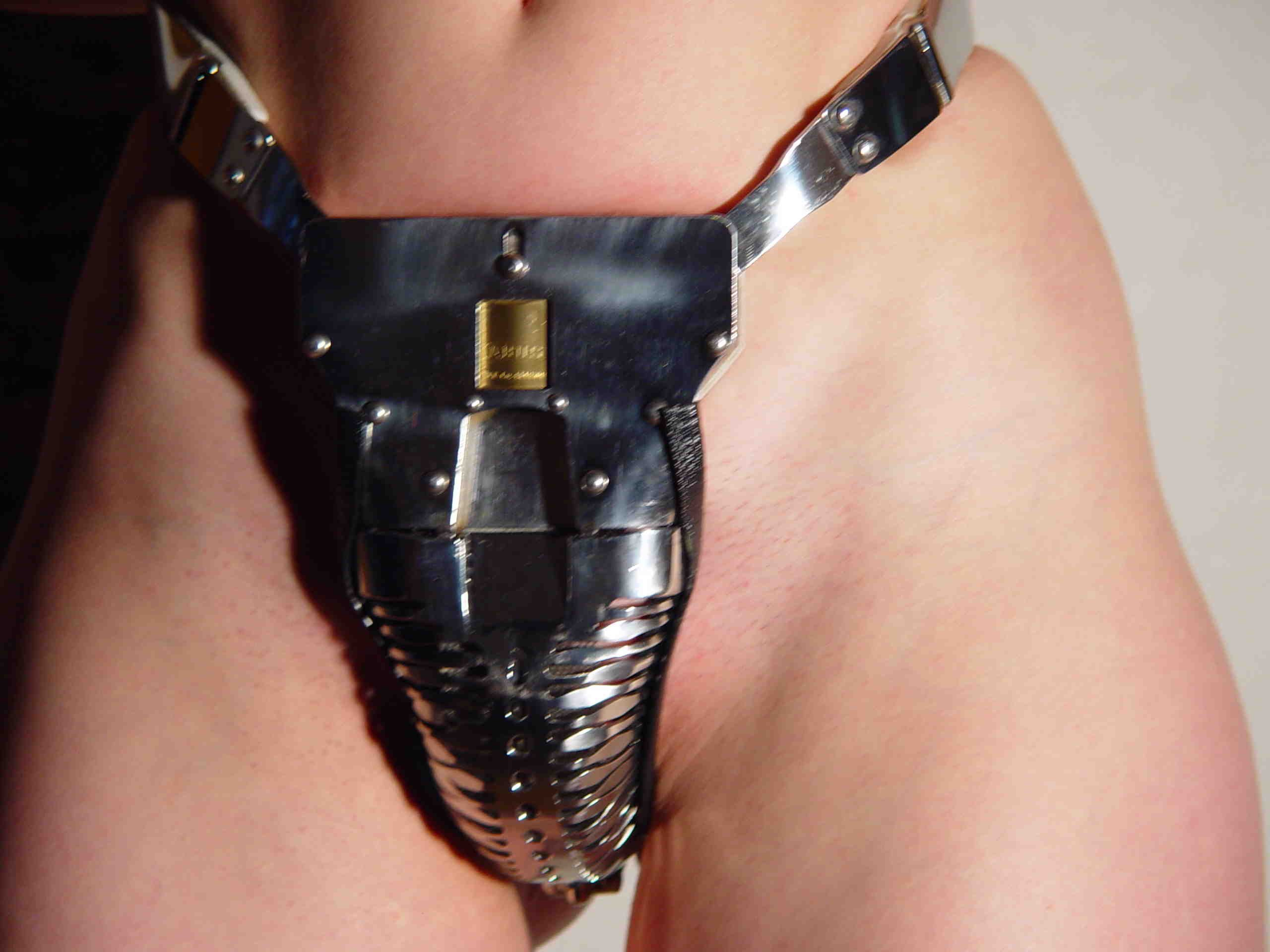
Moderní ženský pás cudnosti typu Carrara.

Moderní pásy cudnosti v podstatě kopírují historický florentský vzor a skládají se s pásu kolem boků či pasu nositelky, ke kterému je připevněn druhý pás vedoucí mezi nohama se štítem zakrývajícím genitálie.
Moderní pásy jsou vyrobeny tak, aby odpovídaly erotickým fantaziím a požadavkům na BDSM činnosti. K samotnému zařízení může být například připevněno vaginální či anální dildo, které nemůže být odstraněno bez správného klíče. Štít zabraňuje přístupu k stydkým pyskům nositelky a tím znemožňuje přímou masturbaci a může být také upraven pro použití s genitálním piercingem.
Ne všechny ženské pásy cudnosti vyhovují hygienickým požadavkům na dlouhodobé nošení. Mezi tyto požadavky patří zejména tvar umožňující vylučování a větrací štěrbina na odvod moči a umožnění přístupu vzduchu ke genitáliím.

## Mužské pásy cudnosti

### Pásy florentského typu
Muži mohou používat pásy cudnosti florentského typu, jaké jsou popsané výše. Rozdíl je ve tvaru štítu zakrývajícím genitálie nositele. U mužského typu je ke štítu připojena trubice, do které se zasouvá penis nositele. V některých případech jsou zakryta i nositelova varlata. Většina pásů je zabezpečena visacími zámky, u bezpečnějších typů jsou oka zámku skryta tak, aby nemohlo dojít k jejich přeřezání. K výrobě mužských i ženských pásů cudnosti se používá nerezová ocel nebo plasty, které například umožňují cestování letadlem a procházení bezpečnostními rámy. Z obdobných důvodů se dají kovové zámky nahradit jednorázovými očíslovanými plastovými plombami.

### Klece na penis

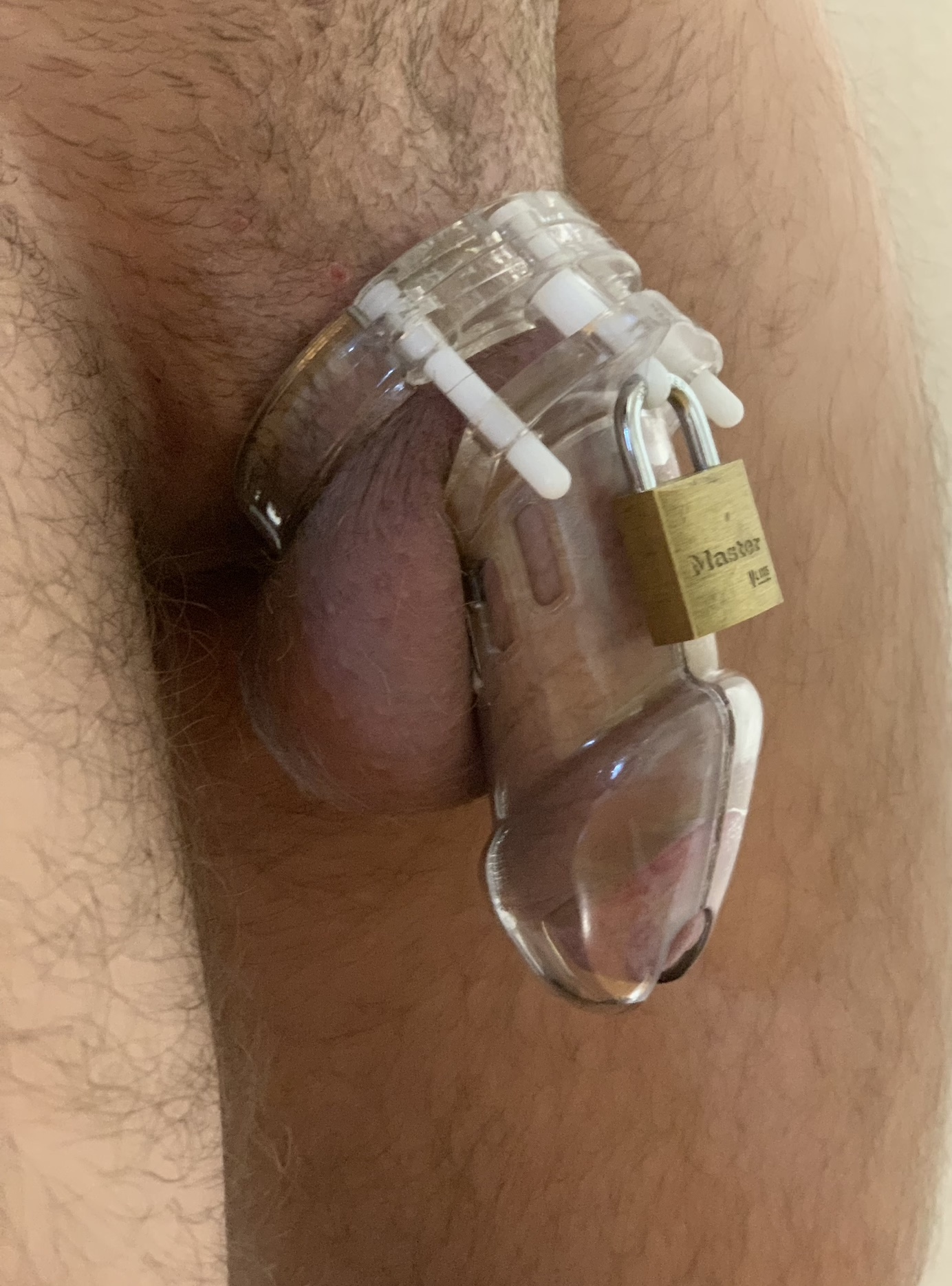
Běžný typ klece na penis.

Jedním z běžných mužského pásu cudnosti je takzvaná klec na penis. Tyto se používají téměř výhradně jako erotická hračka a při BDSM aktivitách. Funkce těchto klecí je obepnout ochablý mužský penis a, pokud dojde k sexuálnímu vzrušení muže, zabránit plné erekci, v důsledku čehož je znemožněn pohlavní styk, masturbace a další sexuální aktivity. Klec cudnosti může být kombinována s dalšími zařízeními, například s elektrošokovým obojkem nebo drtičem varlat.
Většina klecí na penis se skládá z pevného kroužku, kterým prochází základna penisu a varlata nositele, a z klece obepínající penis, která se k tomuto kroužku připevňuje pomocí pantu nebo čepu. Klec je navržena tak, aby nemohlo docházet ke stimulaci penisu pomocí rukou nebo prstů. Bývají v ní proraženy otvory na odvod moči a větrání, a které usnadňují dlouhodobé nošení. Do klece je vkládán ochablý penis, který je klecí směřován směrem dolů, aby byla plná erekce nemožná nebo nepříjemná. Některé druhy klecí jsou extrémně krátké, mohou obsahovat hroty nebo pevný či odnímatelný urinální katetr.
Kroužek a klec jsou obvykle spojeny pomocí zámku nebo očíslované plomby. Když je zařízení uzamčeno, varlata nositele procházení škvírou mezi kroužkem a klecí, která je natolik úzká, aby zabránila protažení varlat a penisu. Varlata jsou obvykle obnažena pod klecí, ačkoli existují i klece, které je zcela zakrývají.
Klece na penis mohou být vyrobeny z pevného plastu (polykarbonát, ABS) nebo silikonu, což snižuje cenu a hmotnost klecí v porovnání s výrobky z nerezové oceli. Podle nových zjištění by měli uživatelé věnovat pozornost při používání klecí vyrobených z polykarbonátů obsahujících BPA. Tyto výrobky mohou při dlouhodobém kontaktu s kůží způsobit estrogenní reakci vedoucí skrze narušení endokrynní soustavy k hormonální nerovnováze a zmenšení penisu. Bezpečnější jsou z tohoto hlediska klece vyrobené z ABS plastu.
Klece na penis jsou ve většině případů vhodné k dlouhodobému nebo trvalému nošení. Jejich součástí může být zámek s klíči nebo očíslované jednorázové plomby, díky kterým může klíčník kontrolovat, zda je nositel uzamčen i na velkou vzdálenost. Plastové plomby v kombinaci s plastovou klecí také umožňují průchod bezpečnostními rámy například na letištích. Existují také klece s elektronickým zámkem s funkcí bluetooth, které lze ovládat pomocí aplikace přes internet. U jednoho z výrobců takovýchto klecí byla nalezena softwarová chyba, která umožňovala hacknutí klecí.

### Bezpečnost

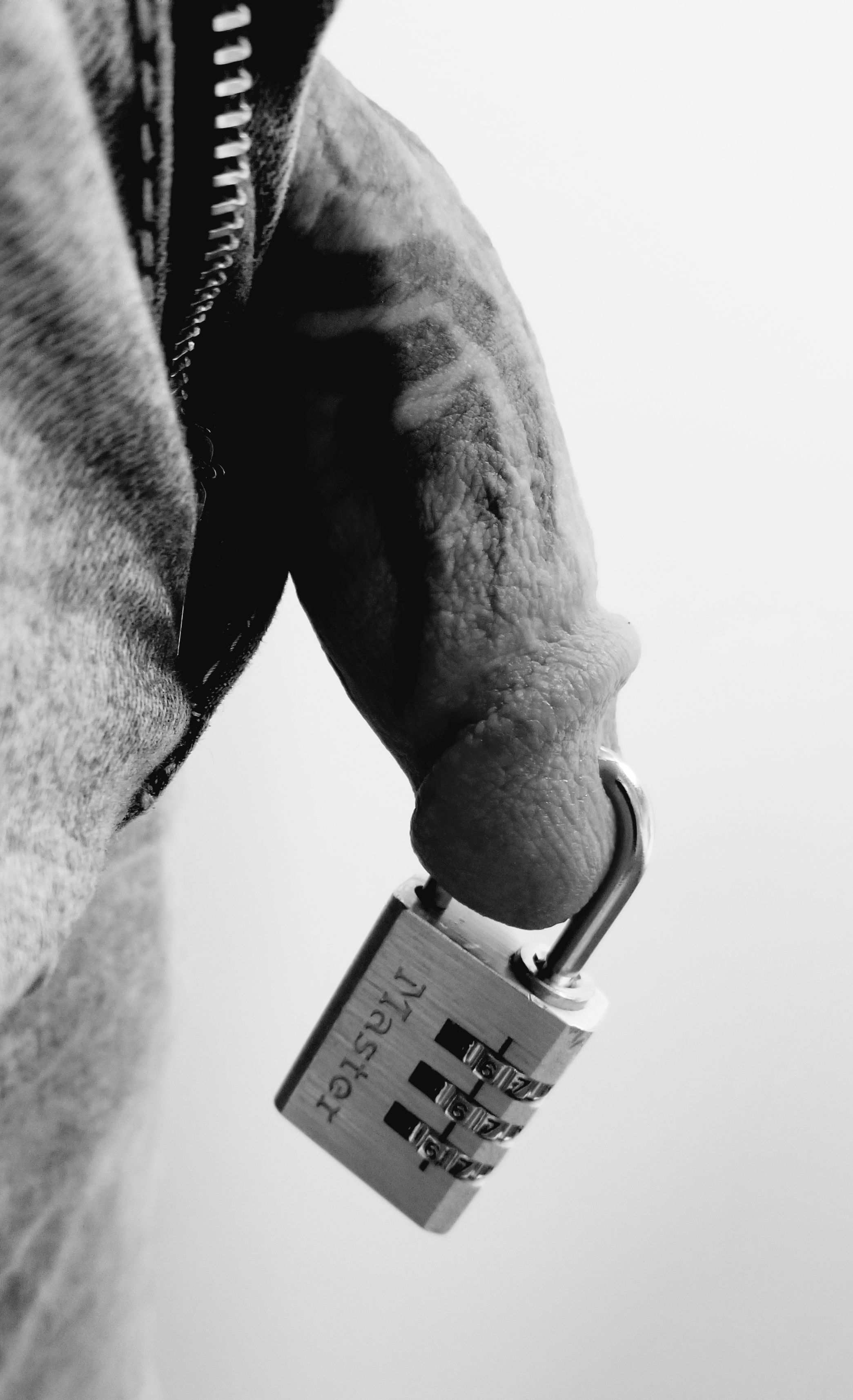
Visací zámek provlečený otvorem pro genitální piercing.

Uživatelé pásů cudnosti by měli dbát na správnou velikost všech částí zařízení, které nosí. Je-li kroužek příliš těsný, může způsobit nedostatečné prokrvení genitálií, u volného kroužku naopak hrozí jeho nechtěné sesmeknutí. Kovové pásy cudnosti používané k dlouhodobému nošení by měly být vyrobeny z lékařské nerezové oceli nebo z titanu, aby se zamezilo alergickým reakcím či otravě kovy.
Jedním z nejčastějších mýtů o pásech cudnosti je, že zcela znemožňují erekci. To však není možné, erekce je pouze omezena prostorem klece. K úplnému potlačení erekce by bylo nutné zastavit tok krve do penisu.